# Albaret-le-Comtal
Albaret-le-Comtal là một xã ở tỉnh Lozère trong vùng Occitanie, phía nam nước Pháp.